# Рјузо Мориока
Рјузо Мориока (јап. 森岡 隆三; 7. октобар 1975) јапански је фудбалер.

## Каријера
Током каријере је играо за Кашима Ентлерс, Шимицу С-Пулс, Кјото Санга.

## Репрезентација
За репрезентацију Јапана дебитовао је 1999. године. Наступао је на Светском првенству (2002. године) и освојио је АФК азијски куп (2000. године) с јапанском селекцијом. За тај тим је одиграо 38 утакмица.

## Статистика
| Јапан  | Јапан   | Јапан  |
| Година | Наступи | Голови |
| ------ | ------- | ------ |
| 1999.  | 7       | 0      |
| 2000.  | 14      | 0      |
| 2001.  | 11      | 0      |
| 2002.  | 2       | 0      |
| 2003.  | 4       | 0      |
| Укупно | 38      | 0      |

## Трофеји

### Клуб
- Лига Куп Јапана (1): 2001.
- Царски куп (1): 1996.

### Јапан
- Азијски куп (1): 2000.